# 客室乗務員
客室乗務員（きゃくしつじょうむいん）は、交通機関の運行（運航）中、主として客室における乗客への接客サービスに従事する乗務員である。

乗客に座席を案内するオーストリア航空の客室乗務員

運航中の旅客機の客室において緊急時の誘導などの保安業務や乗客へのサービスを行う乗務員はキャビンクルー、キャビンアテンダント（CA）、フライトアテンダント（FA）と呼ばれることが多い。前二者は船舶でも同じように呼ぶ。
本記事においては、旅客機の客室乗務員について詳述する。

## 日本での呼称
かつては船舶の司厨員に由来する「スチュワード」（女性はスチュワーデス）の呼称が広く用いられていた。現在の日本では、テレビドラマなどの影響でキャビンアテンダント（和製英語）と呼ばれることが多い。
なお客室（キャビン）で勤務するキャビンクルーに対し、コックピットで勤務する操縦士（機長・副操縦士）・航空士（航法士）・航空機関士・航空通信士の5者はコックピットクルーと呼ばれ、日本の航空法では航空従事者かつ航空機乗組員に分類される。1990年代後半以降、一般の民間旅客機においてはほぼ操縦士のみとなっている。
初期には、男性乗務員はスチュワード、パーサー、女性乗務員はエアホステス、エアガール、最近までスチュワーデスと呼ばれていたが、1980年代以降、アメリカにおけるポリティカル・コレクトネスの浸透により、性別を問わない「フライトアテンダント」に言い換えられた影響で、この日本語訳である客室乗務員という言葉が正式とされるようになった。
スチュワーデスのことを省略してスッチーと呼ぶこともある。これを始めたのは、田中康夫と言われる。航空会社内では「デス」も略称として使用されていた。『三省堂国語辞典』では、「スッチー」は過去の呼び名とされ、2022年発行の第8版から削除されている。
なお、客室乗務員に対する社内での呼称は、航空会社によっても相違がある。日本の航空会社である日本航空（JAL）では1996年9月30日で「スチュワーデス」という呼び名は廃止され、代わりに「アテンダント」が用いられている。同じく日本の航空会社の全日本空輸（ANA）では、1987年以降「スチュワーデス」に代わり「キャビンアテンダント」を用いている。

## 歴史

### 導入期

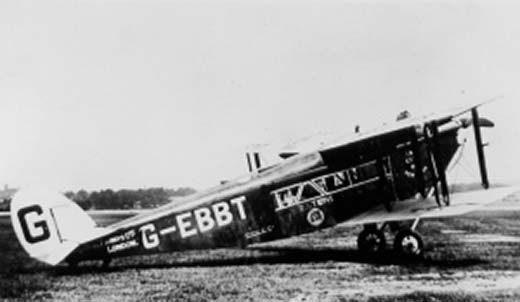
デ・ハビランドDH.34

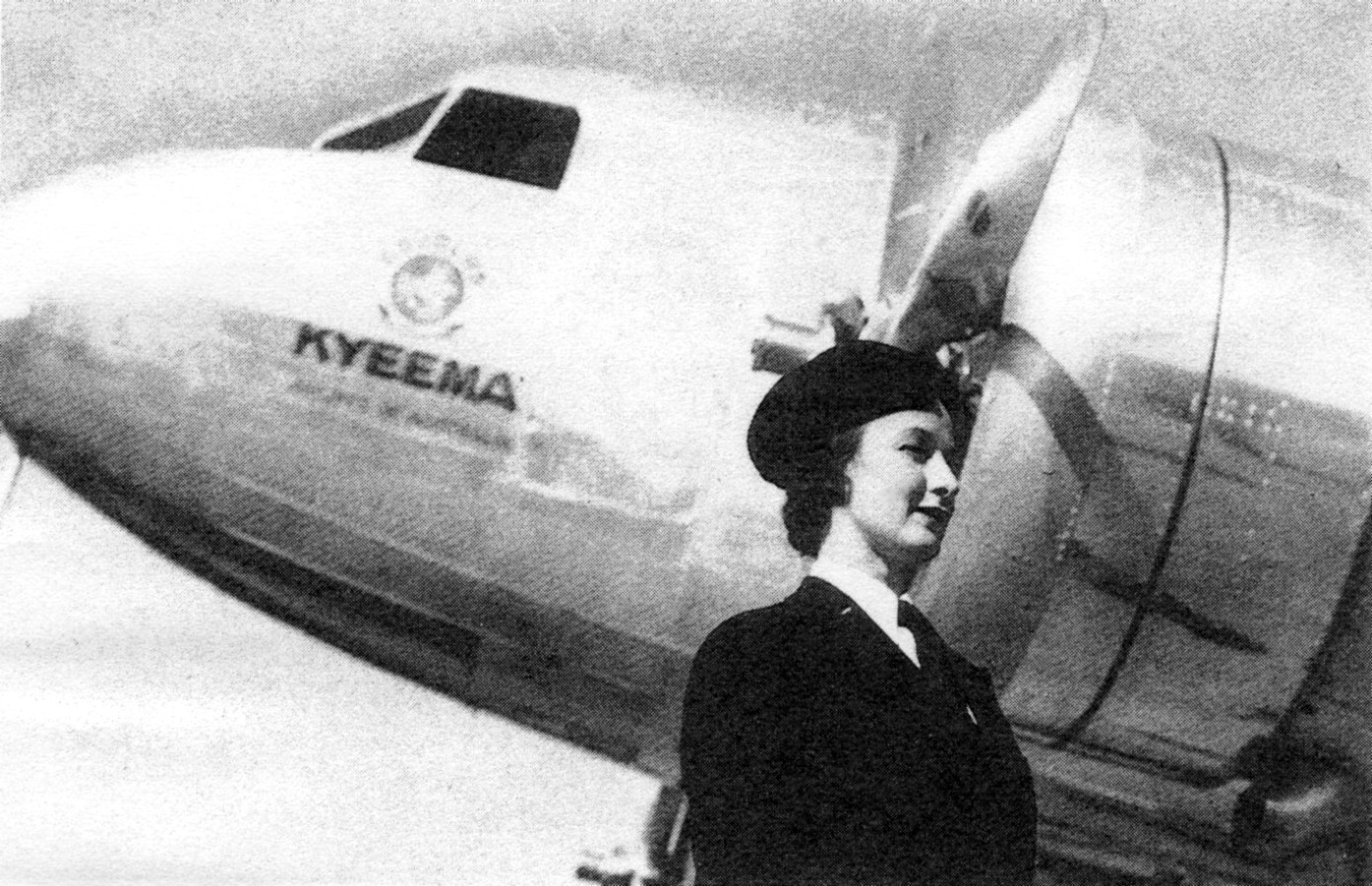
キーマエアのダグラスDC-2と客室乗務員（1938年）

1919年から始まった航空機の客室内サービスは、副操縦士が行っていた。1922年4月、デイムラー・エアハイヤー（現・ブリティッシュ・エアウェイズ）がデ・ハビランドDH.34に「キャビン・ボーイズ」と呼ばれた少年3人を乗せたのが世界初の客室乗務員とされるが、その存在はお飾りだったという（飛行船としては1911年に、ドイツのツェッペリンLZ10硬式飛行船が初の客室乗務員を乗務させた）。その後1926年にはアメリカのスタウト航空がデトロイトとグランドラピッズを結ぶフォード トライモータにエアリエル・クーリエとして搭乗、1927年にエール・ウニオンが機内のバーにスチュワードを当たらせた。1929年にはパンアメリカン航空が本格的に訓練されたスチュワードを搭乗させ、好感の持てる若い男性の代名詞ともなった。
1930年5月15日にはアメリカのボーイング・エア・トランスポート社（現在のユナイテッド航空）が初めて女性の客室乗務員 を乗務させた。後に「オリジナル・エイト」と呼ばれることになる最初の8人だ。チーフのエレン・チャーチは看護師として働きながらパイロットとして飛ぶことを目指して訓練を受けていたが、その門戸が未だ女性には開かれないことを悟ると、看護師である自分を客室乗務員にするメリットを会社に訴えその座を勝ち取った。他の7人はエレンの同僚看護師である。当時まだ「危険な乗り物」というイメージがあった飛行機に女性の乗務員を搭乗させることで「女性も乗れるような安全な乗り物である」と乗客にアピールする意味合いもあったといわれる。
1930年代中盤以降のダグラス DC-2やDC-3、ボーイング247などの全金属製旅客機の導入がもたらした旅客機の大型化に伴い、アメリカだけでなくヨーロッパの航空会社でも次々と男女の客室乗務員を採用する航空会社が増えていき、第二次世界大戦の勃発以降は女性が多数派になっていった。
また日本においては1931年3月29日に東京航空輸送社が水陸両用の愛知式AB1型機（乗員2名、乗客4名）で飛ぶ東京―下田―清水間の旅客路線にフェリス和英女学校を卒業したばかりの本山英子を「エアガール」として乗務させたのが始まり。高倍率の試験を勝ち抜き共に採用された同期に和田正子と工藤雪江がいる。当時の機内サービスは紅茶に煎茶にビスケット、景色の案内や乗客との会話だったようで、エアガールの給料は1フライト3円。
給料の安さに同年4月29日、3人は辞職を申し入れている。
なお、3人以前は男性の客室乗務員もおらず、パイロットが操縦しながら眼下の景色案内などを行っていた。その後日本航空輸送研究所や日本航空輸送、大日本航空も女性客室乗務員を採用し、エアガールの呼称は戦後まで残った。

### 1940年代-1950年代

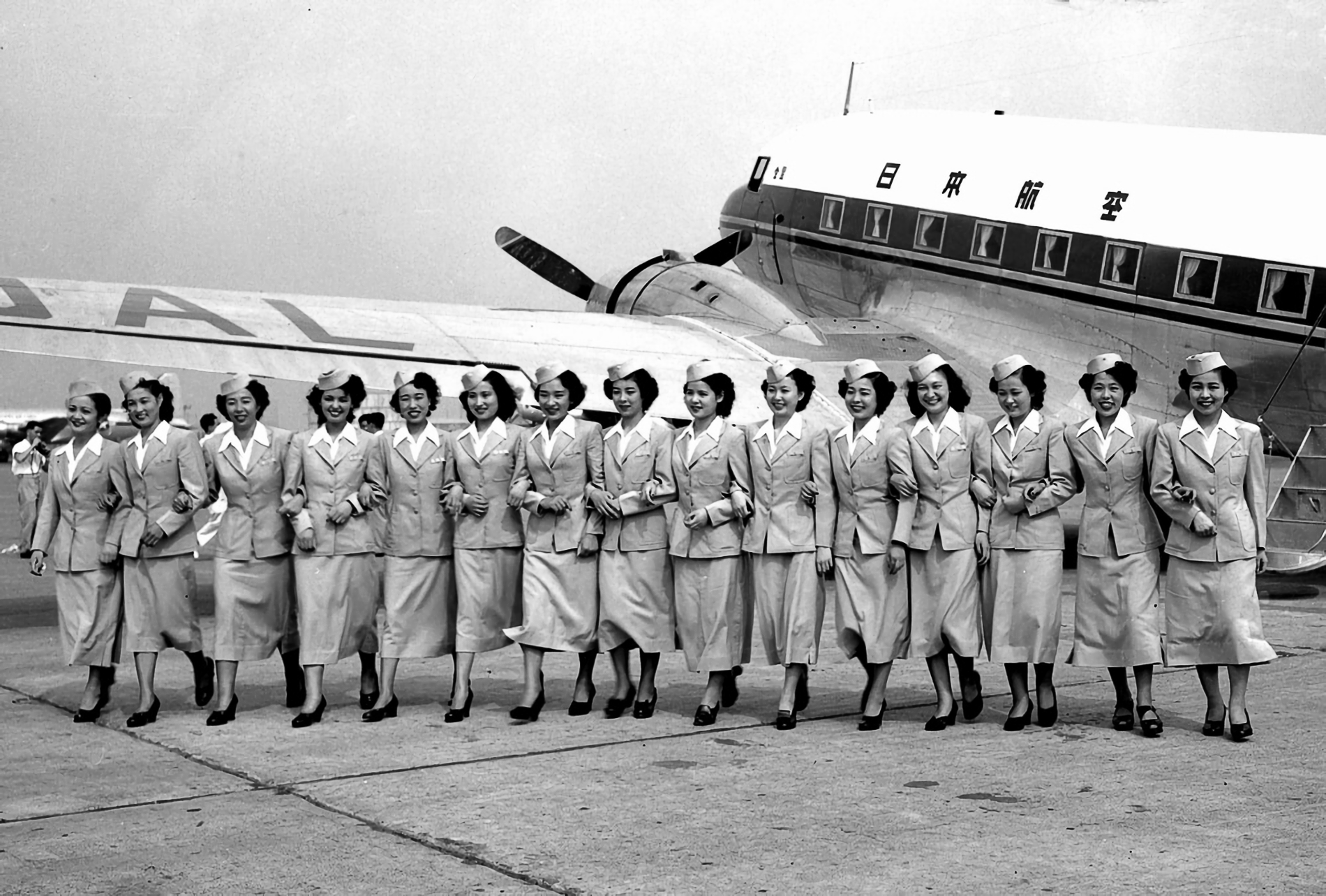
ダグラス DC-3 の前に立つ JAL スチュワーデス (1951年8月27日)

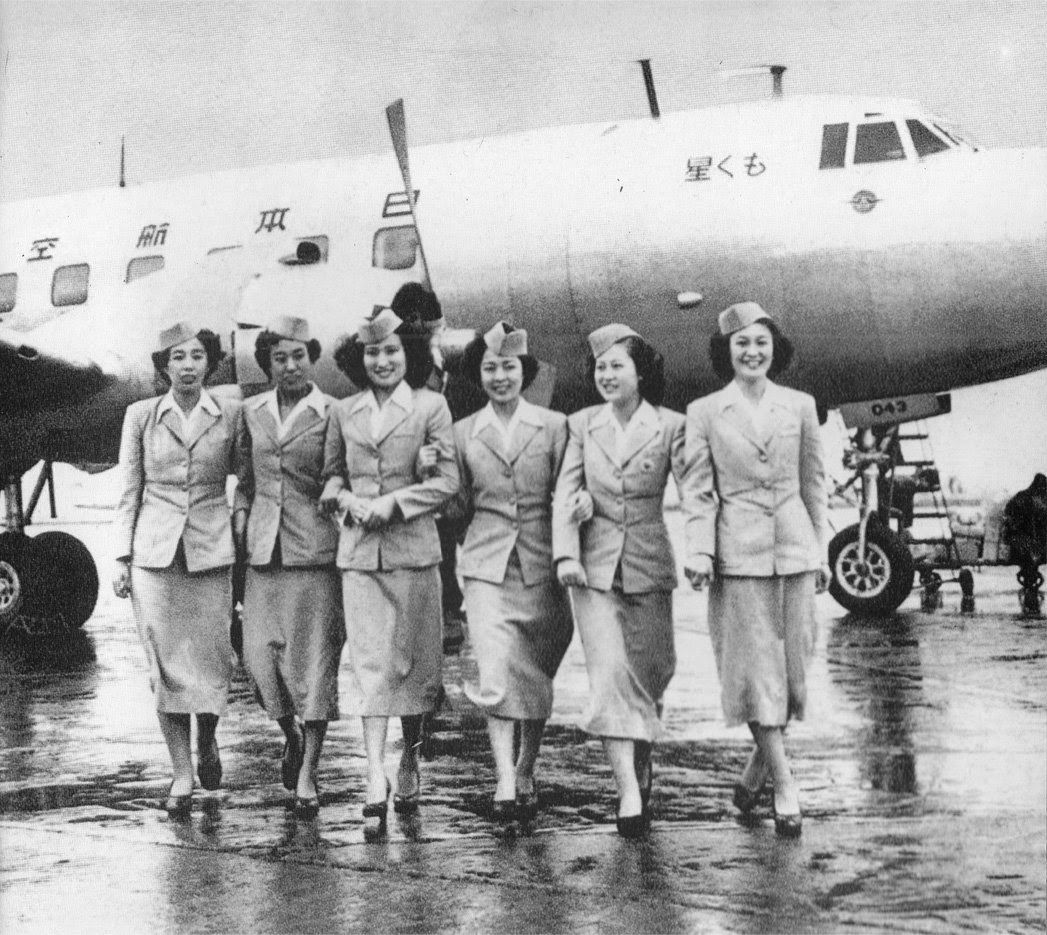
1951年代の日本航空の客室乗務員。のちにもく星号墜落事故で失われる「もく星号」をバックに

1939年から1945年までの長きに渡り行われた第二次世界大戦が終結したことに伴い、戦勝国では戦後間もなく航空会社が営業を再開したほか、1940年代後半には世界各国で航空会社が次々と開業し、アメリカやヨーロッパの主要国においては旅客機での旅が一般層にも浸透することになる。
1950年代にかけては、ダグラス DC-4BやDC-6、ロッキード コンステレーションなどの大西洋無着陸横断が可能な大型旅客機の就航により客室乗務員の採用数が増加し、それとともに女性の「花形職種」として持てはやされるようになった。
当時の日本では（大戦後の日本においては日本航空が1951年に、ローカル線を運航する日東航空や日本ヘリコプターが1952年に開業したが、旅客機は運賃が高額だった上、1945年8月の第二次世界大戦（太平洋戦争（大東亜戦争））の敗戦以降、連合国の占領下で長期に渡り海外渡航が自由化されていなかったため、また占領終了後も外貨流出を防ぐために、国際線の乗客は渡航許可を受けた政府関係者や企業の業務出張者、留学生や外国人に限られていた。

### 1960年代

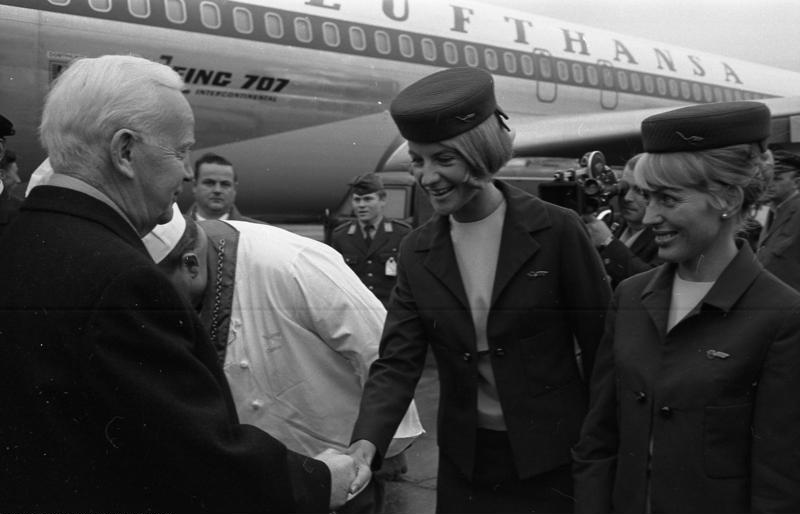
1960年代のルフトハンザ航空の客室乗務員（後ろはボーイング707型機）

1960年代の機内サービスの様子

その後1960年代に入り、ボーイング707やダグラス DC-8、コンベア880などの大型ジェット旅客機の就航が各国で相次いだことで、座席供給数が激増し運賃が下がると共に、それまでは客船がシェアの大部分を握っていた太平洋横断や大西洋横断ルートにおいて完全に旅客機がその主導権を握ることになり、アメリカやヨーロッパの多くの先進国において旅客機での旅は完全に一般層に定着した。
また日本でも、それまでは海外渡航は業務や留学目的のものに限られていたものの、高度経済成長に伴う外貨収入の増加を受けて1964年4月1日に海外渡航が完全に自由化され、「ジャルパック」などの海外への団体観光ツアーが次々と発売されるようになった 他、ルフトハンザドイツ航空やシンガポール航空など外国航空会社の新規乗り入れが相次ぎ、外国航空会社による日本人客室乗務員の採用も急増した。しかし海外旅行はまだまだ一般層にとって高嶺の花であったこともあり、日本において客室乗務員は男女ともに「ステータス」の高い花形職業とされていた。
この頃日本において客室乗務員が高いステータスを付加されていたのは、外国語の素養がある人は海外と縁のある一部の階層に限られていたことや、航空運賃が高かったために外国に観光などで渡航することが少なかったこと、日本航空などの一部の日本の航空会社において、特に女性は入社時に家柄なども考慮されたこと、女性の場合は結婚の際に良い条件の相手にめぐり合う機会が多いと考えられてきたからである。また女性の場合は、給与など待遇が一般企業のOLに比べても格段に良かったこともその一つであった。

### 1970年代-1980年代

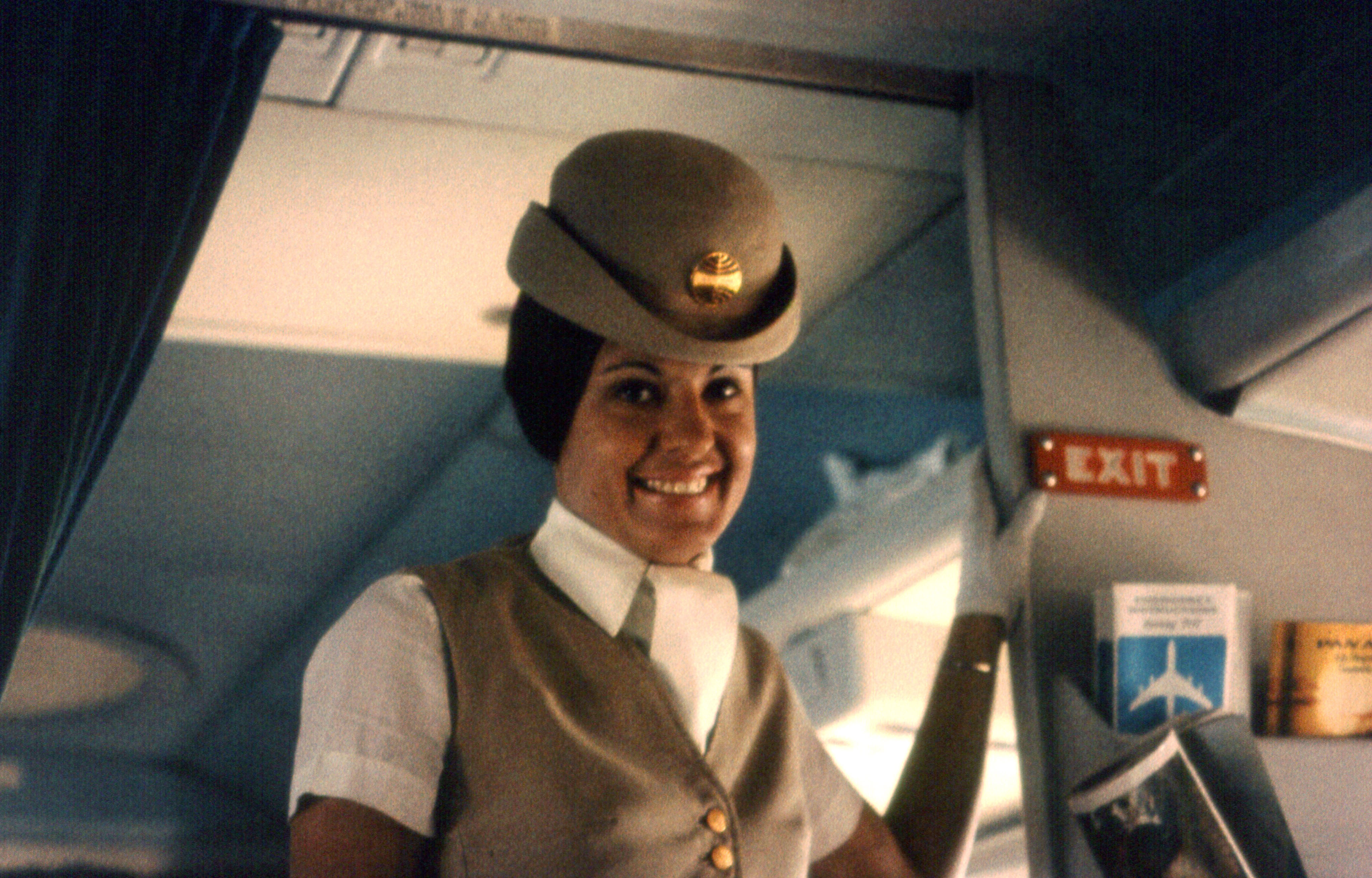
1970年代のパンアメリカン航空の客室乗務員

ボーイング747やマクドネル・ダグラス DC-10型機、エアバスA300型機などの座席数が300席を超える大型ジェット機の相次ぐ導入や、アメリカのジミー・カーター政権下における航空規制緩和政策（ディレギュレーション）の導入。そしてこれらの要因がもたらした航空会社間の競争の激化などにより航空運賃が下がり、飛行機での旅が大衆化してきた1970年代-1980年代以降は、アメリカやイギリスなどの欧米の先進諸国ではその「ステータス」は下がった。
しかし、海外旅行の大衆化が欧米の先進諸国に比べて遅れていた上、日本国政府の保護政策で航空会社同士の競争が活発でなく、さらに女性がその多くを占めた日本では、『アテンションプリーズ』（オリジナル版：1970年-1971年）、『スチュワーデス物語』（1983年-1984年）など人気テレビドラマの題材にもなり、1980年代になってもなお、女性の憧れる職業の上位として憧れの存在であった。
なお、この頃に導入された大型機を筆頭に、機内映画の上映や座席オーディオ、ハイテンプオーブンなどの最新設備が次々に導入され、さらに機材が格段に大型化し、さらに10時間以上の超長距離間の無着陸運航が可能になったことで、客室乗務員の機内外における仕事の内容も大きく変わることとなった。

### 1990年代-2000年代

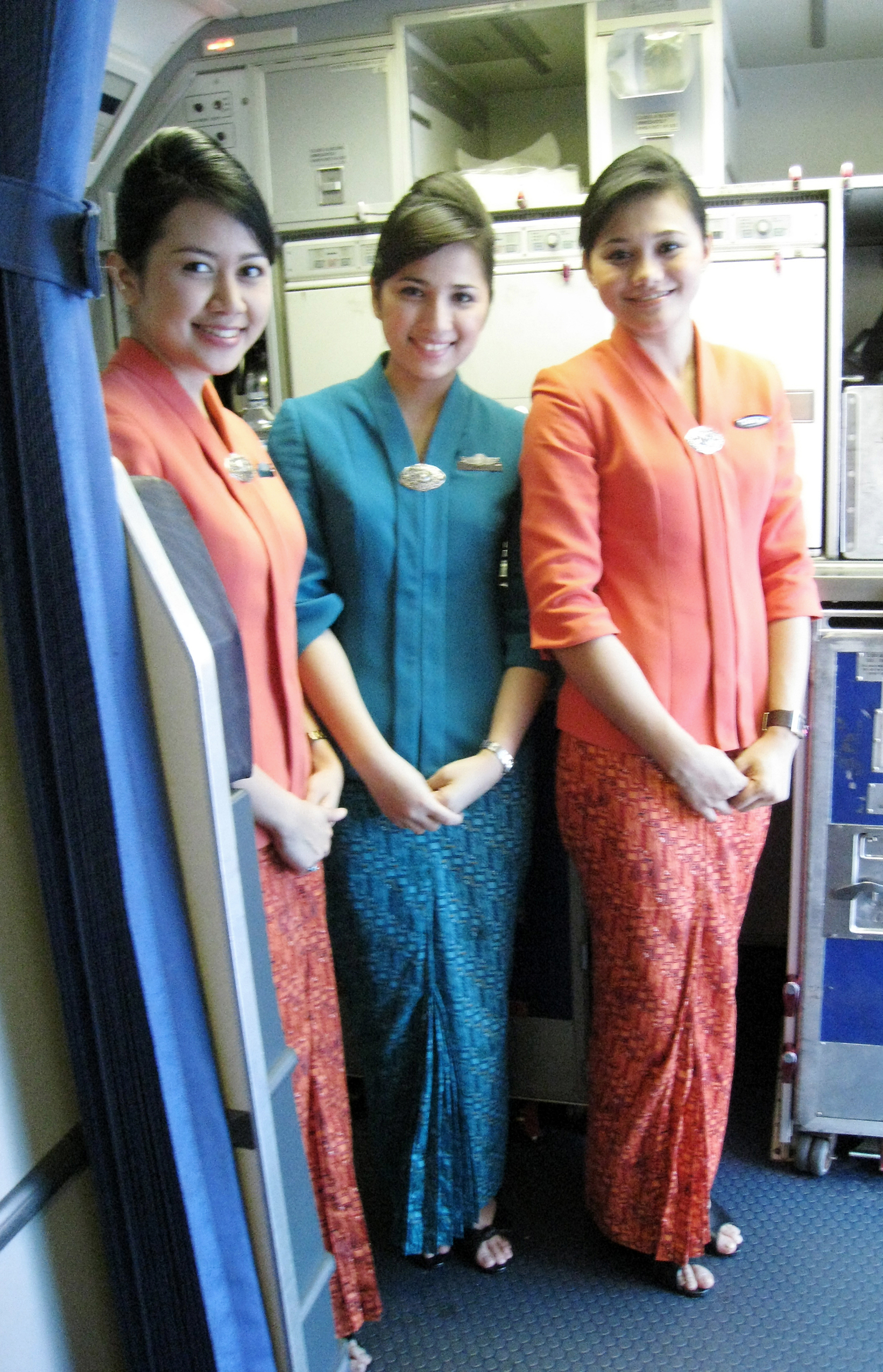
ガルーダインドネシア航空の客室乗務員

しかし、日本でも1980年代後半のバブル景気前後の円高を受けて海外旅行の大衆化が進み、大型機の大量導入に伴う採用人数の増加、競争激化を受けたコスト削減の影響を受けた大手航空会社における契約制客室乗務員（大手航空会社においては女性のみの採用）の導入を代表とした待遇の低下、女性側の意識変化や、ハードな職業であるとの認識の浸透により「客室乗務員」が昔と比べて、憧れだけの志願生は減り、特にステータスが高いものではないというように変革し、1990年代に入ると、女性の人気職業の一つではあるものの以前よりその人気は下がった。

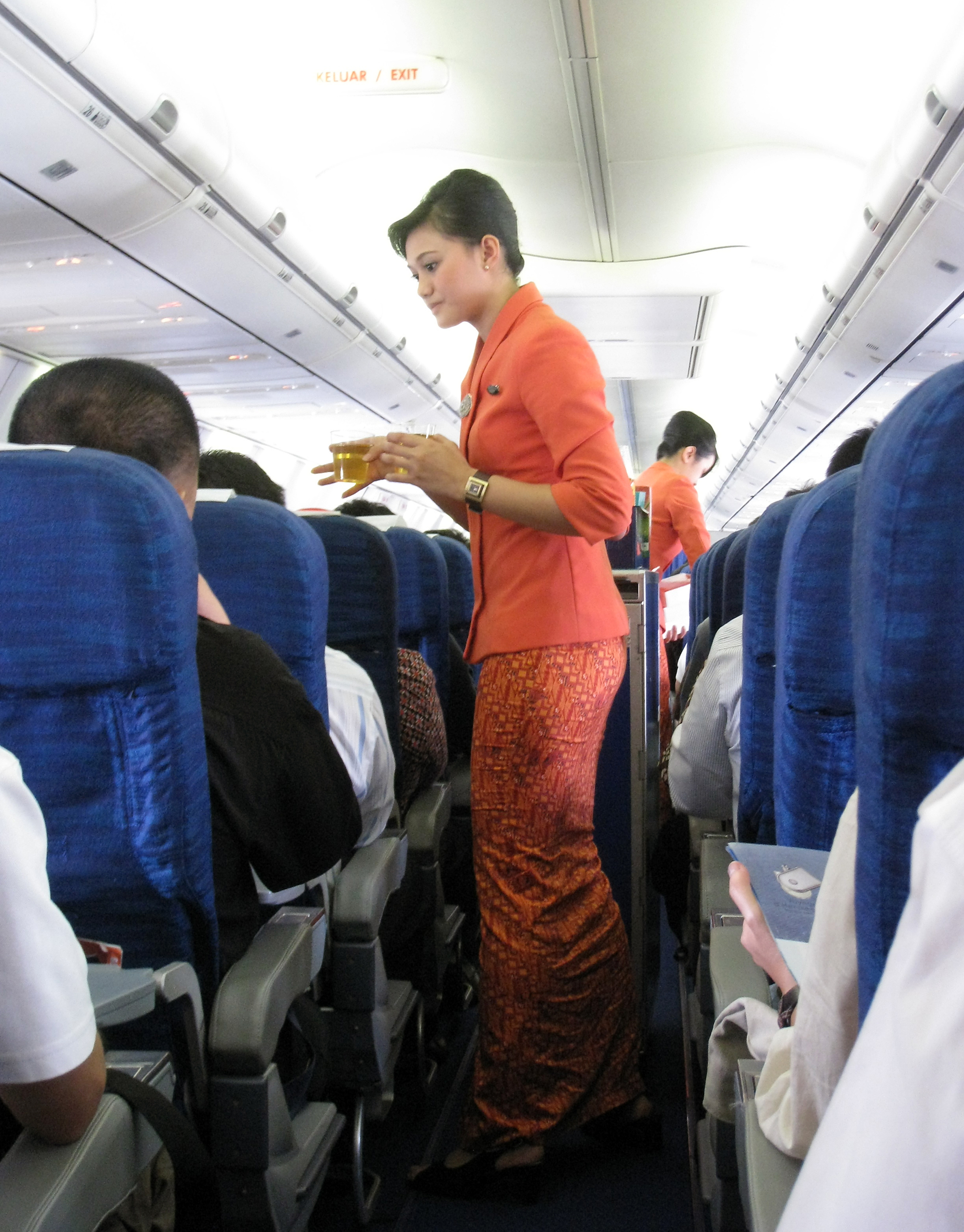
ガルーダインドネシア航空の客室乗務員

2001年のアメリカ同時多発テロや格安航空会社との競争激化の影響を受け、ユナイテッド航空やノースウエスト航空（現・デルタ航空）、アリタリア-イタリア航空など世界各国の大手航空会社が経営不振に陥り、会社更生法の適用を受け経営再建を行う中、日本人乗客のためだけに日本人の客室乗務員を乗務させる必然性が見直された。
このことなどにより、近年は外国航空会社の日本人客室乗務員の採用自体が以前に比べ格段に減り、これらの外国航空会社の日本人客室乗務員の乗務人数の減少と加齢化が進んでいる。さらに一部の外国航空会社では日本人客室乗務員に対して派遣制度を導入するなどその待遇も大きく低下している。
2001年に起こった9.11事件後、アメリカ合衆国ではテロリズムの2カ月後に、客室乗務員によるハイジャックやテロリストへの対処法を定めた法律が改正され、ハイジャック犯やテロリストを攻撃・制圧することを基本方針として、航空会社にも客室乗務員に護身術の訓練をおこなうことを義務付けている。
緊急時に関しても、新千歳空港で起こったJAL緊急脱出事件では、脱出時に手荷物を持ち出しする乗客を抑止しきれなかった客室乗務員に対し、保安要員としての職務を全うするようにとの報道がなされた。アメリカ合衆国では同時多発テロ以降、屈強な乗員を配置するエアラインもあると言い、そもそも世界の旅客機では男性クルーが多いが、酔客やテロリストへの力での対応は、男性の職員の方が有利との側面もある。
2009年には、世界金融危機の影響を受けて経営不振が伝えられるブリティッシュ・エアウェイズが、数週間の無給労働を客室乗務員に対し要請した他、同じく経営危機が伝えられるエミレーツ航空が、先に内定した日本人客室乗務員の入社を無期限延期するなど、この傾向は進んだ。

### 現在
なお現在の日本においては、雇用形態の柔軟化を受けて、国内大手航空会社の中途採用では30代、経験者の有期限再雇用では40代での採用も可能になるよう変わりつつあるなど、かつては「若いこと」が採用の条件であったが、その様な状況は変わりつつある。現在は子持ちの客室乗務員が採用される事も珍しくもない。

## 業務内容

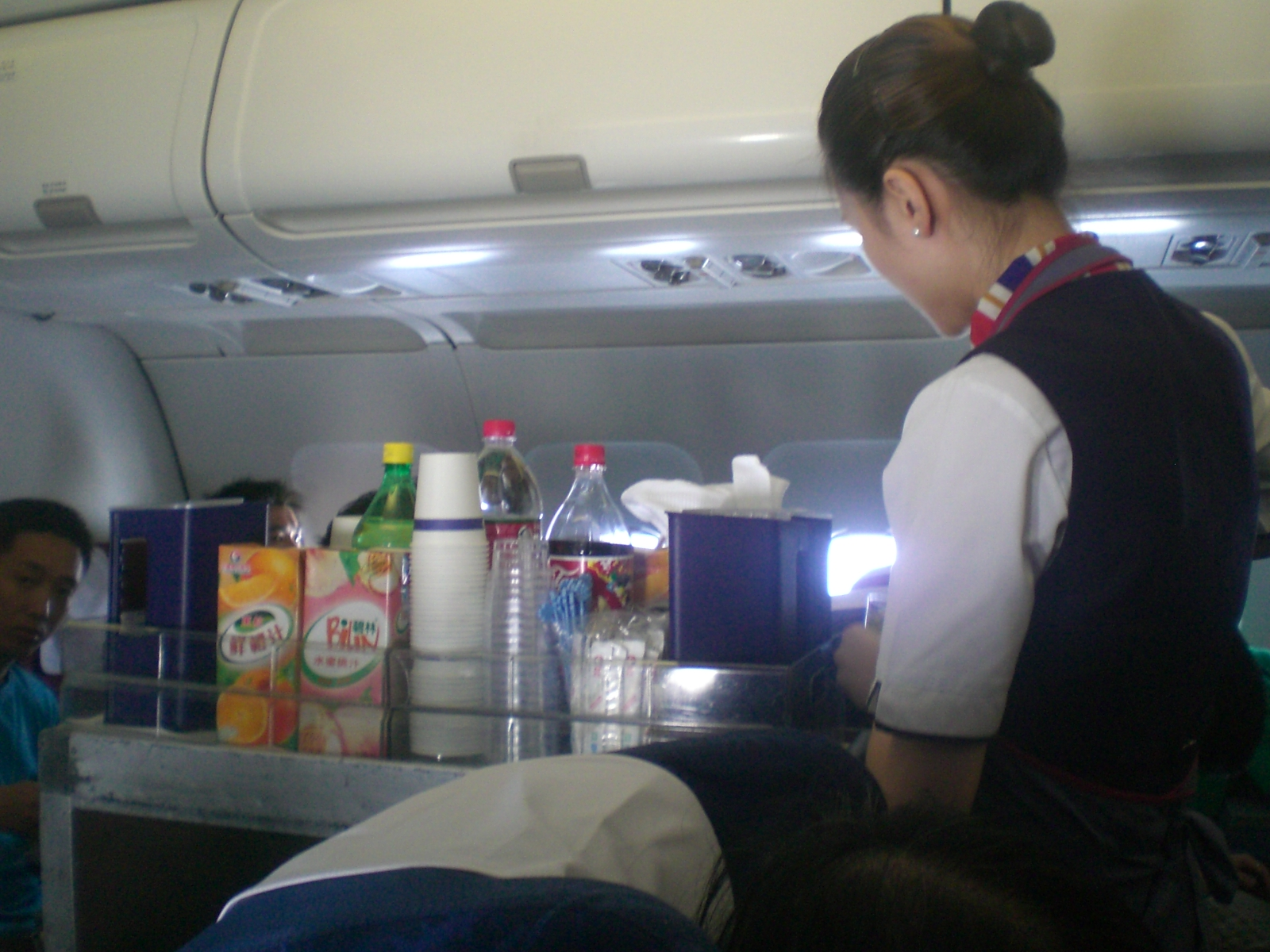
機内サービスを行う中国東方航空の女性客室乗務員

主に機内サービスや機内清掃、保安業務や緊急時対応などの業務を主に行っている。日本の大手航空会社の場合、新人は入社後2、3年程度日本の国内の路線のみを担当し、訓練の後、日本を外国と結ぶ路線も担当する。なお、その他の国の航空会社の日本人客室乗務員は、日本人乗客対応が主な採用、乗務理由であることもあり、日本に離着陸する路線のみを担当するケースが多い。
また、男性客室乗務員が搭乗している場合、厨房内の仕事や力仕事などの業務に回されるケースが多いが、日本の航空会社の場合、男性客室乗務員の数がほとんど居ない状態で、特に日本人の男性客室乗務員が乗務していないケースがほとんどであった。しかし、2010年代に入ると徐々に数も増え始め、日本航空では5月5日に男性客室乗務員だけで運行する鯉のぼりフライトなどのイベントも行われるようになった。
日本では1999年に発生した全日空61便ハイジャック事件をはじめとするハイジャックや、乗客による機内暴力行為においては、体力的な面から女性の客室乗務員が犯人の暴力行為に対して対抗できず、乗り合わせた男性運航乗務員や男性乗客が代わりに対処するケースが続発していたが、日本の航空法違反（安全阻害行為の禁止）の適用 も含め、暴力を働く、粗暴な振る舞いをする乗客の排除に乗り出している。

### 機内サービス

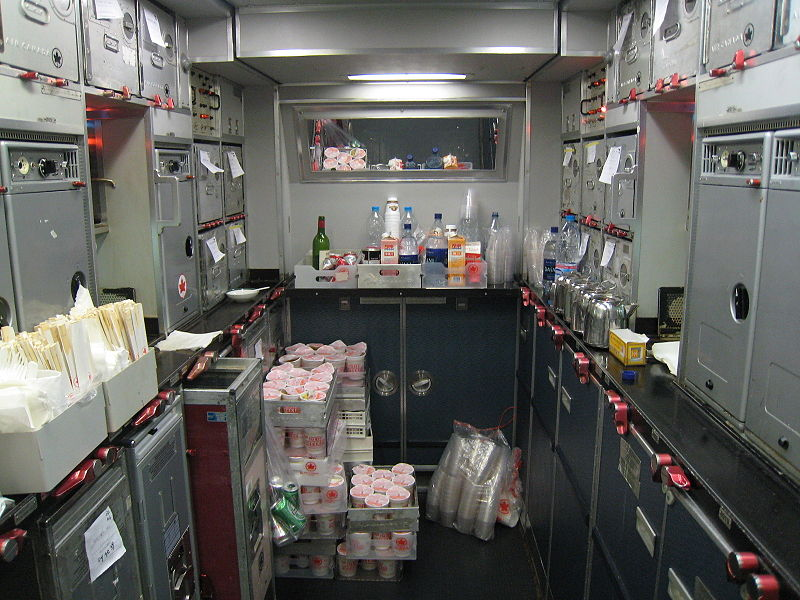
エアバスA340型機のギャレー

飛行機の搭乗および降機時の乗客への各種案内、厨房 での機内食や飲み物の加工および乗客への配布および回収や、新聞や雑誌類の配布および回収、機内販売（国際線では免税品の販売）やクレジットカードの勧誘などの営業活動、入国書類や税関申告用紙の配布などの機内での各種サービスを行う。
個人用テレビやオーディオ、ビデオゲームなどの座席周りのエンターテインメント設備が設置されている機材の場合は、それらの設備の使用方法の案内を行うほか、長距離路線のビジネスクラスやファーストクラスでは、フラットシートのベッドメーキングを行なうケースもある。
また、搭乗機の運航状況や各種機内サービスの案内など機内における各種案内放送を行う他、到着地の天候や空港の案内などの数々の問い合わせなどについて運航乗務員と連携の上で対応したりしている。

### 機内清掃
飛行中の乗客の各種ゴミの回収などの機内の簡単な清掃や、飛行中に気分を悪くした乗客が嘔吐したり、幼児の排便などで機内を汚した場合にはその清掃を行う。格安航空会社をはじめとする一部の航空会社では、引き返し時などに座席など機内の簡単な清掃を地上駐機中に客室乗務員に行わせている他、アメリカでは機長・副操縦士にも清掃作業を課す航空会社もある。
なお、格安航空会社以外でも、中長距離国際線ではトイレットペーパーやゴミ箱の交換、洗顔台の拭き取りや備品の補充などをはじめとするトイレの清掃も行う。また、一部の国では離着陸前後に機内客室への殺虫剤や消毒剤などの散布が義務付けられている場合があり、その際は散布業務を行う。

### 保安業務

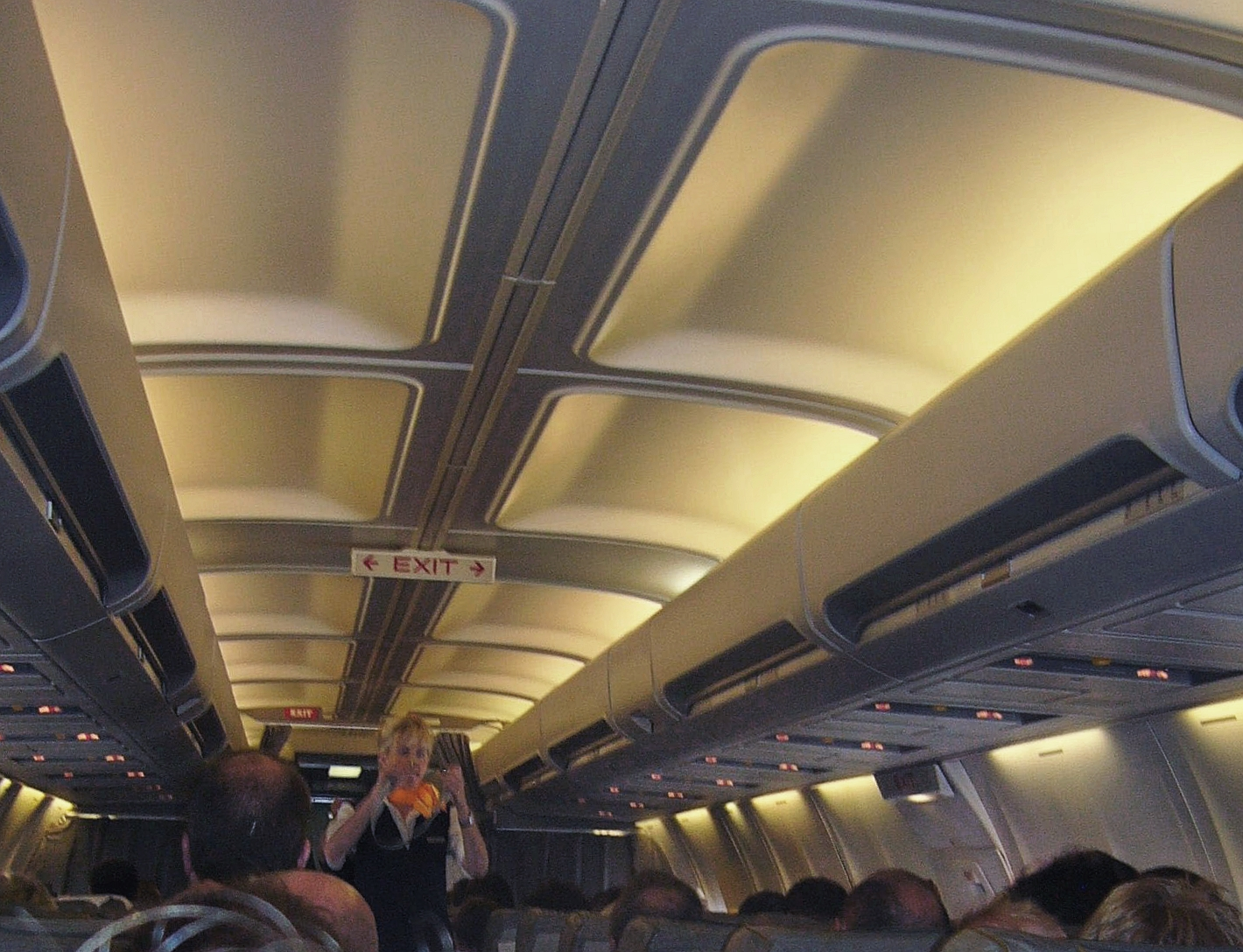
緊急時対応方法の案内を行うルフトハンザ航空の客室乗務員

ドア（非常口）の操作および確認、離着陸前の客室内の安全確認、非常用設備の案内（緊急着陸水時の脱出口および脱出方法、救命胴衣の使用方法、酸素マスク使用方法などを、ビデオ設備搭載機ではビデオの上映、ビデオ設備の故障時およびビデオ設備未搭載機ではデモンストレーションと安全のしおりの確認の推奨）、離着陸前後の非常用設備の管理、離着陸前後の客室内の確認（各種設備に故障、異常がないかの監視だけでなく、泥酔者や具合の悪い旅客がいないか、航空法違反に該当する行為をしている旅客はいないか、ハイジャックに発展する恐れのある人物はいないか等も確認している）、などの機内の保安業務を行う。客室乗務員はそれぞれ担当区分を持っているが、定時運航のために手分けをすることもある。
なお、日本や欧米諸国の航空会社の客室乗務員の労働組合の多くは、会社側との賃金および待遇交渉上の観点からサービス要員ではなく保安要員であるとしている。

### 緊急事態対応
万が一、事故やハイジャックなどの緊急事態が発生した時には、運航乗務員などと連携して乗客に状況説明をしたり、緊急着陸や着水をする場合には避難用具の用意や避難誘導にあたる。そのため一部の外資系航空会社では、一定距離を泳げることが採用時の条件になっているケースがある。また、急病人発生時には、医療関係者に引き継ぐまで基礎的な救急看護を行う（赤十字救急法救急員資格の取得が推奨されている）。中途採用の客室乗務員の中には、看護師などの医療従事経験者の客室乗務員も多い。
なお、緊急時にはデッドヘッドだけでなく、私用で搭乗している客室乗務員や航空関係者も、搭乗している機材と同じ会社の社員であるなしを問わず、自主的に協力することが通例である。

### 搭乗口のゲート受け付け業務
経営再建中の日本航空は2010年2月より、一部の国内線と国際線で、客室乗務員によるゲートの受け付け業務を兼務させる方針が固まった。これにより、年間約2億4000万円のコスト削減効果が見込まれている。

### 食事

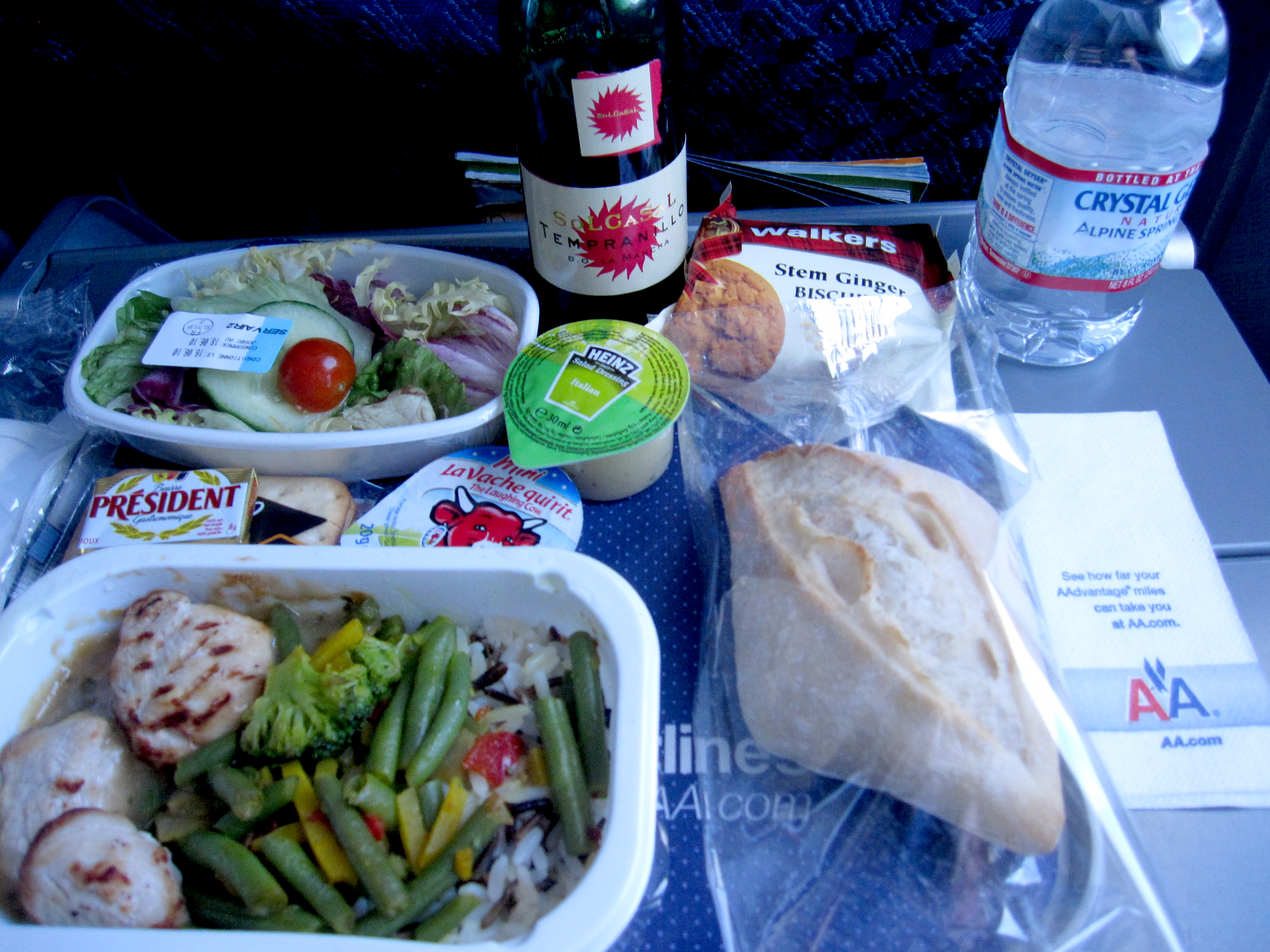
アメリカン航空のエコノミークラスの機内食

機内での食事は、国内線の場合は紙の箱に入った弁当形式のものが用意され、国際線の場合はエコノミークラス担当者はエコノミークラスの機内食、ビジネスクラス担当の乗務員はビジネスクラスの機内食（乗客とほぼ同じもの）が用意される他、ファーストクラスの乗客が手をつけなかった食事の残りものに手をつけることもある。また、アルコール類を除く飲み物も機内に用意されているものを飲む。なおこれはデッドヘッドの際もほぼ同様である。
なお、いずれも集団食中毒を防ぐ目的から、乗客向けと同じく複数の種類が用意され、基本的に社歴が長いものから優先的に選択し、休憩時間や地上での乗り継ぎの短時間の間に（客室乗務員が早食いが多いのは、このためであると言われている）ギャレー内や空席で食べる。

### 休憩
夜間飛行や6、7時間以上の飛行時間の長距離路線においては、乗務中に数時間の仮眠を含む休憩時間が設けられ、ギャレーや休憩用に仕切られた座席や客室上部、または客室下部などに設けられた乗務員専用の休憩室で休憩を取る。

## 乗務人数

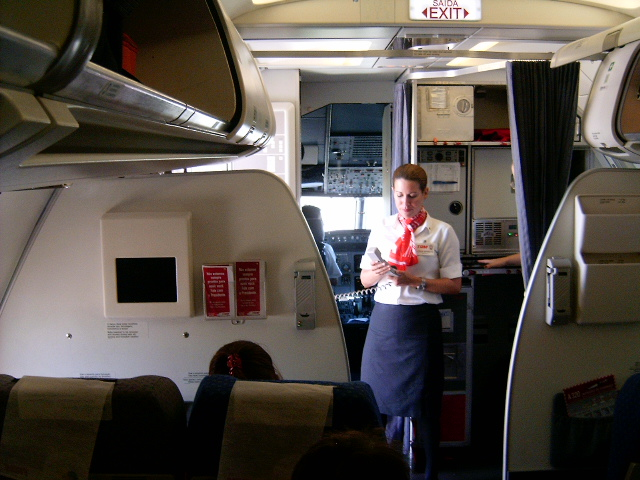
TAM航空のエアバスA320

各国の法令で機材の仕様（ドア数）や座席数、飛行時間により最低乗務人数が決められている（実際に搭乗している乗客数にかかわらず、固定されている）。
通常は乗客約50名に対して客室乗務員が1名以上、それ以上の大きさの機材の場合はドア数に合わせた人数が乗務することが基本となっており、国際線ではそれを基本にして旅客数やサービス内容に応じてサービス要員として人数が増える。
日本の航空会社の場合、通常は、近距離向けターボプロップ機のボンバルディア DHC-8シリーズの場合1-2人、中型ジェット機のボーイング737やエアバスA320の場合は1機に3-5人、大型ジェット機のボーイング767やエアバスA300の場合は6-10人、超大型ジェット機のボーイング747型機の場合は、日本国内の路線では12人程度、日本と外国を結ぶ路線では14-28人程度乗務している。
日本の場合、客室乗務員の編成は航空法施行規則第214条で、航空機乗組員及び客室乗務員に対して求められている運航規程に定めるべき要件として定義され、各社の運航規程で定められている。日本国内においては、定員が19人以下の機種（ビーチクラフト1900Dやブリテン・ノーマン アイランダーなど）には客室乗務員を乗務させる必要はない。

## 制服

### 傾向

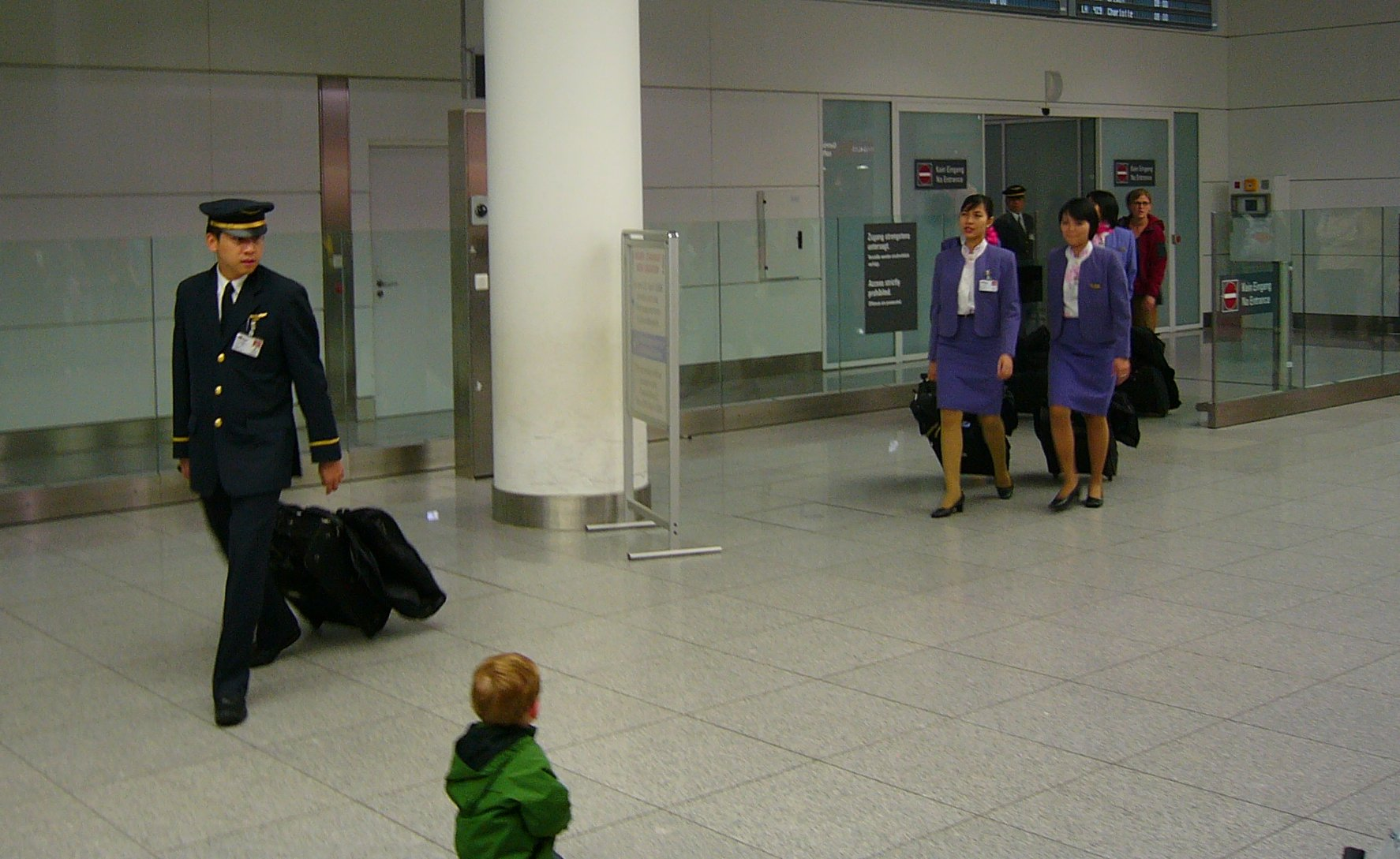
タイ国際航空の客室乗務員

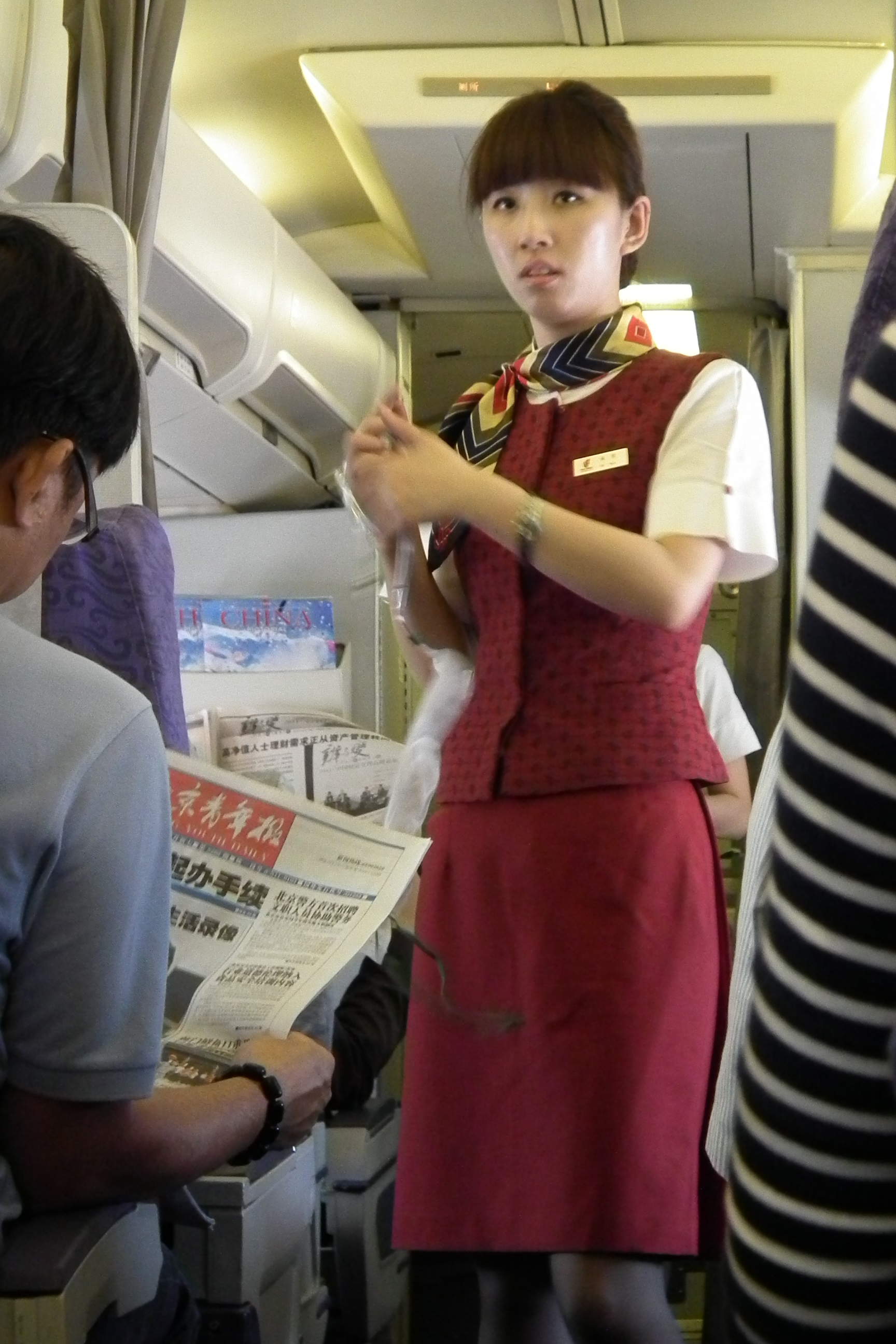
中国国際航空の客室乗務員

世界的に航空機等の客室乗務員には専用の制服を着用させている。日本でも客室乗務員を搭乗させている航空会社は、男女ともに全て制服を着用している。なお、客室乗務員の制服の種類は航空会社の数だけある。
ただし、男女ともに客船のように「客室乗務員の制服の標準的デザイン」という概念があり、それに近いデザインのものが主流を占めており、変化があるといってもエンブレムや社名ロゴ、スカート丈やスカーフの柄（女性客室乗務員）色などに差異が見られる程度である。なお、1990年代前半までは、女性客室乗務員の制服は制帽と手袋、スカーフが用意されることが多かったが、現在は制帽と手袋を用意することはほとんどなくなってきている。
全体的に女性客室乗務員制服の標準的デザインは紺・藍などの青系統、形式はレディーススーツ風が主流でボタンは真鍮製の金色（シングルもしくはダブルのブレザー風）、トーク型かハイバック型の帽子が付いており、ネクタイかレースがセットになっている。下衣は、欧米を中心にパンツを採用している会社も多いが、アジアではタイトスカートのみのところがほとんどであり（上下合わせるとレディーススーツになる）、パンツを採用している航空会社は少なく、採用していてもスカートとの選択制がほとんどで、パンツを選択する乗務員は少ない。しかし、日本ではスターフライヤーの制服にパンツを採用している。
女性客室乗務員制服のスカート丈の長さは航空会社によってまちまちである。一般的には極標準のスカート丈、次いで多いのがロングスカートである。ミニスカート並に短いスカートを制服として採用している航空会社は実際にはほとんどなく、日本では現在1社も存在しない（かつてJALエクスプレスがミニスカートに近い制服を採用したところ、一部の女性客室乗務員がそれをさらに短い丈に細工し乗務したため、社内および乗客から「スカートが短すぎる」とのクレームがあり、その後丈が長いものに変更されたという経緯がある）。
タイトスカートで活動することにより、セクハラやスカート内をのぞき見をされることもある。また航空関連産業で働く人たちの労働組合である航空連合が2019年春、1623人の客室乗務員に機内の迷惑行為について行った調査では、盗撮や無断撮影された経験が｢ある｣または｢断定できないが、あると思う｣と回答した人が、約6割を超えた。一方でJR東日本は2020年5月から可動性の問題から性差をなくしてスカートを廃止した。
スカンジナビア航空はかつて女性の客室乗務員がヒールのない靴を履く場合は、医者からの診断書を肌身離さず持ち歩かなくてはいけないとされていた。2019年5月に、女性がいつでもフラットシューズを履ことが可能で化粧をしなくても良いこと、男性でも化粧をして良いことが、ノルウェー航空の声明で発表された。。
2021年10月、ウクライナの格安航空会社スカイアップ航空は、機内でハイヒールやペンシルスカートの着用義務付けをなくしハイヒールをスニーカーに、ペンシルスカートをズボンに替える決断をした。従業員からハイヒール着用による外反母趾などの疾患での通院問題や長時間フライトでハイヒールを履き足を痛める弊害が指摘されていた。会社側は客室業務員が身体トレーニングの必要な仕事であり、安全を守ることが求められるため、制服が動き回るのに適しているものであることが必要だと述べている。
2023年、フィン航空は長時間のフライトや歩き回る乗務員の安全と健康のためにシューズ会社と客実乗務員向けのスニーカーを開発した。2025年4月、スカイマーク社は客室乗務員や空港で搭乗客の対応を担うグランドスタッフを対象に、立ち仕事の負担軽減のため、業務中の靴底の厚さが４センチ未満の黒色スニーカーの着用を認めると発表した。

### 民族衣装の制服
民族衣装をモチーフにした制服もあり、マレーシア航空やシンガポール航空の女性客室乗務員は、民族衣装風の制服を着用しているほか、ベトナム航空では、女性客室乗務員にベトナムの民族衣装「アオザイ」を採用している。日本航空では、かつてファーストクラス担当の女性客室乗務員のみ、食事サービス時に着物の制服も着用した。なお多くの航空会社において、先任客室乗務員には、通常の制服とは別の色やデザインの制服を着用させることが多い。

### 緊急時の問題

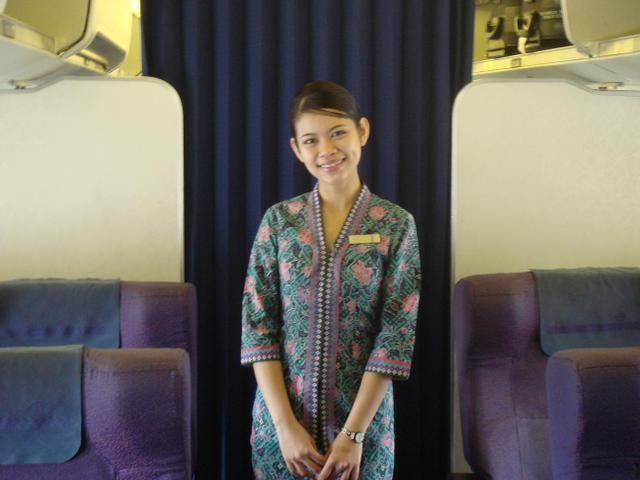
マレーシア航空の客室乗務員

シンガポール航空やマレーシア航空など一部の航空会社の女性客室乗務員の制服は、民族衣装をモチーフにしたタイトスカートにサンダル履きの制服であることから、緊急時の対応に問題があるという指摘がある。
2019年の#KuToo運動を受けて、日本航空は2020年4月から、女性客室乗務員の靴の着用基準を変更した。また、パンツスタイルの制服も初めて採用した。ZIPAIR Tokyoでは機能性を重視し、客室乗務員や地上職員、操縦士のいずれもスニーカーを着用することになった。
2024年2月にANAホールディングスの国際線で就航を目指す新ブランド「Air　Japan」も制服にスニーカーを選べるようにする予定と報道されている。
日本の国土交通省は、飛行機の非常脱出時にハイヒールを履いたままの脱出について、自身の脱出の遅れや他の旅客の脱出の妨げになるほか自身や他の旅客が負傷したり、鋭利なかかとが脱出スライドを損傷させる原因となりうることから脱出スライドが損傷し使用できなくなるおそれがあることを指摘している。このため乗務員の指示に従って、ハイヒールを脱いで脱出するように指示している。
2024年1月の羽田空港地上衝突事故のように機体が炎上している、または炎上する可能性のある飛行機から適切に乗客と自身を避難させることが客室乗務員の使命であるが、脱出や全力疾走に適さない規定靴の着用がケガや死亡の可能性を高める危険性がある。機内においても、客室乗務員は強い揺れによる転倒で骨折をする事故が起こっている。なお、旅客機の緊急脱出訓練では、客室乗務員は通常の制服ではないツナギの作業服とスニーカーを着用し、実際の非常時の想定とは異なる可動性に優れた服装で訓練を行っている。2023年11月の運輸安全委員会会見では、機内事故での乗客の負傷は減少する一方、客室乗務員の転倒・骨折事故については、むしろ増加している現象について、記者からヒールの影響を聞かれ因果関係は不明としつつ、スニーカー着用の航空会社が出たことを引き合いに出し、客室乗務員の安全を守るということも重要で再発防止策を検討するとの見解を述べている。
元客室乗務員からも、機内サービス時にはフラットシューズが可能な外資系でも最も危険な「離着陸時」にはハイヒールが必須であり、日系エアラインは2020年まで常時ハイヒール着用だったことに触れ、「保安上と健康上」からスニーカー着用に全面賛成の声が上がっている。
一部の航空会社では「緊急時に落とすと危険」であるとして、眼鏡の着用を禁止している。

### カジュアル化
2009年2月にスカイマークが経費節減のため、運航乗務員と客室乗務員の従来のようなスタイルの制服を廃止することを発表した。廃止後は服装規定をなくし、紺色のポロシャツとウィンドブレーカーを配布、これらを着用することで乗客と客室乗務員を区別することとした。これ以外は原則自由としたが、靴に関してはヒールの高さに関して制限されている。また、同社ではフライトバッグも廃止し、使用するバッグも自由なものとした。なお、アメリカやヨーロッパの一部の格安航空会社では、同様のスタイルを用いているケースがあった。

### ファッションデザイナー

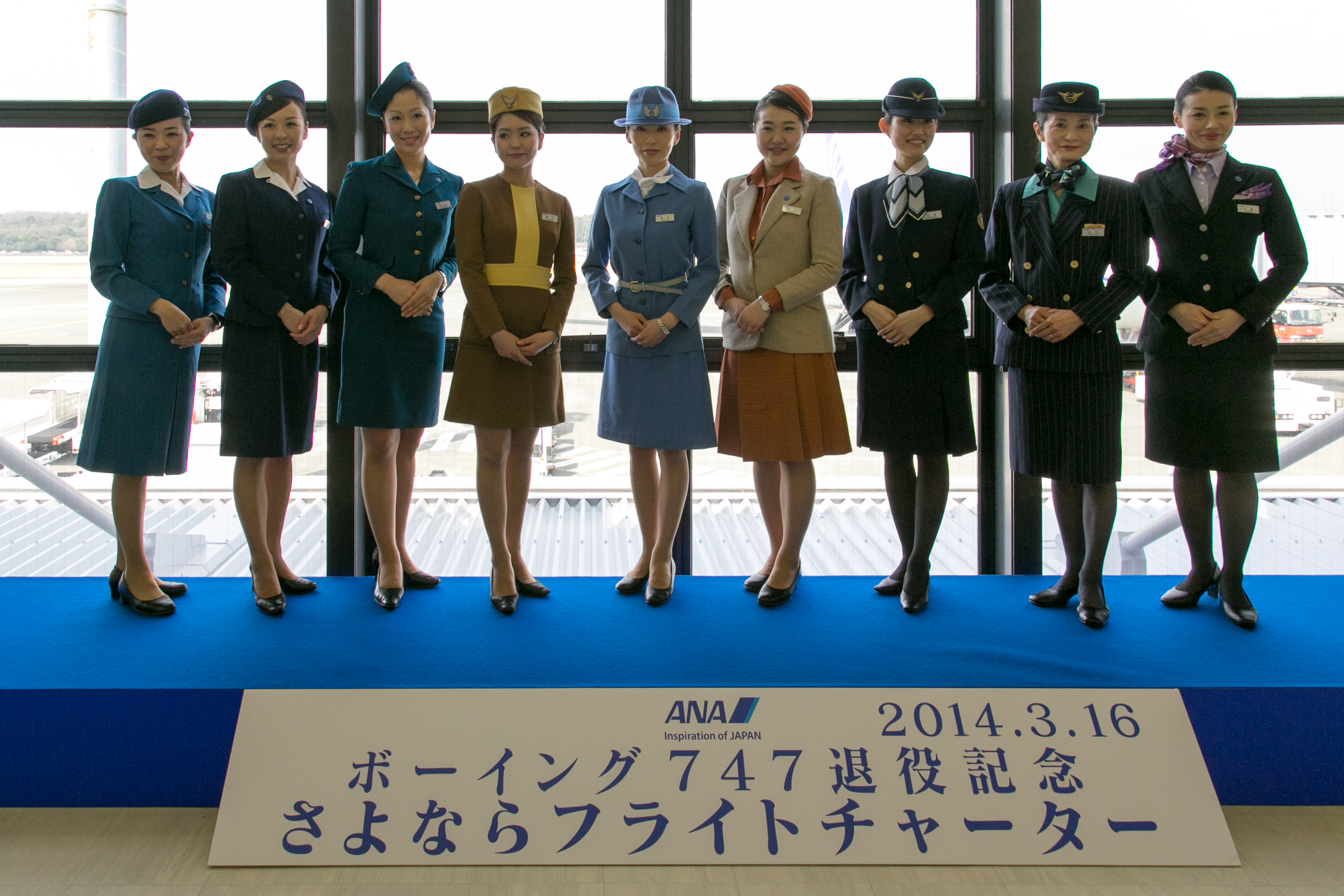
全日本空輸の歴代の制服（左から順に初代から9代目まで）

客室乗務員の制服は、直接にそして長時間、顧客の目に触れることが多いため、そのデザインは、自国の、または国際的に著名なファッションデザイナーに依頼することが多いといわれる。

#### 著名なデザイナーによる主な制服
- アリタリア-イタリア航空：ジョルジオ・アルマーニ、ミラ・ショーン
- ブリティッシュ・エアウェイズ：マリー・クヮント、ジュリアン・マクドナルド
- エールフランス：クリストバル・バレンシアガ、クリスチャン・ディオール、ニナ・リッチ、マダム・カルヴァン、ジャン・パトゥ、クリスチャン・ラクロワ、ルイ・フェロー、ジョルジェット・レナル、ジョルジェット・ド・トレーズ
- カンタス航空：マーティン・グラント
- キャセイパシフィック航空：エディ・ラウ
- シンガポール航空：ピエール・バルマン（英語版）
- 全日本空輸：芦田淳、三宅一生、田山淳朗
- 大韓航空：ジャンフランコ・フェレ
- 日本航空：森英恵、稲葉賀恵、丸山敬太
- ルフトハンザドイツ航空：オレグ・カッシーニ
- ヴァージン・アトランティック航空：ヴィヴィアン・ウエストウッド

上記のリスト以外にも、ギリシャのオリンピック航空がシャネルやピエール・カルダンの、ブラニフ航空がエミリオ・プッチのデザインした制服を採用していたことがある。

## 訓練

### 新人訓練

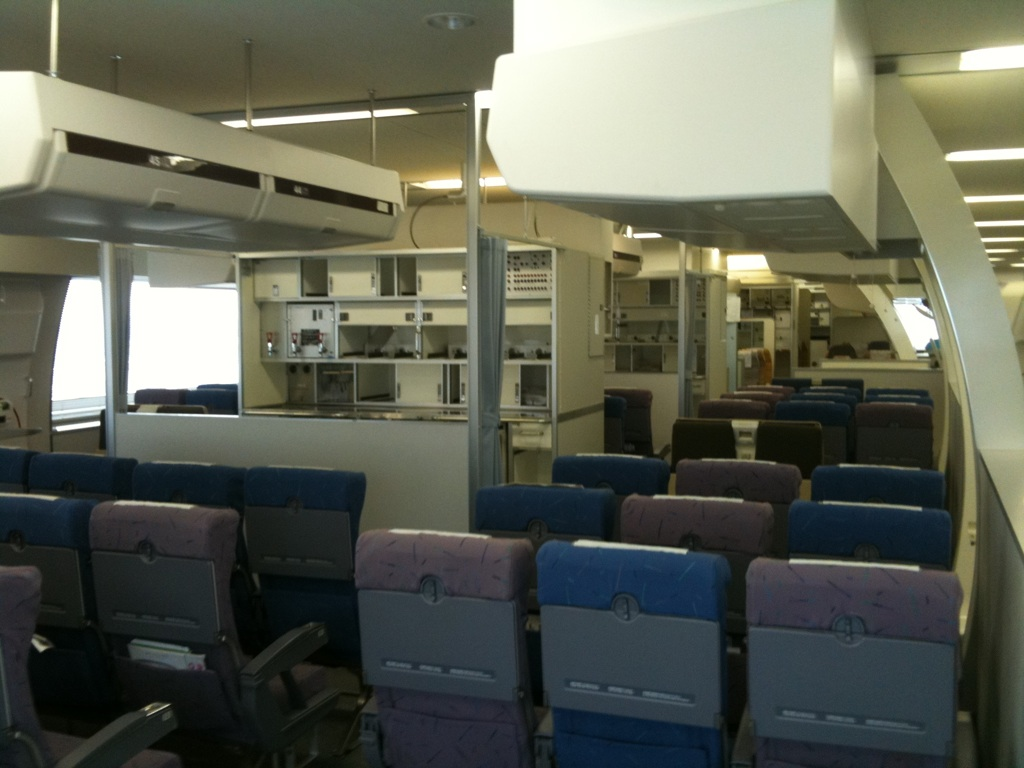
日本航空の客室乗務員訓練センター（東京国際空港）

新規採用時に、空港や本社施設内などにある訓練施設 において、訓練指導員として特に選ばれた先任客室乗務員より、機内サービスの手順や語学、機内アナウンスや関係書類の取り扱い、応急処置 や緊急時対応、身だしなみや立ち振る舞いなどの訓練を1か月から3か月程度受け、筆記、実技試験に合格した者のみ、その後数日間のOJT訓練を受ける。

### 路線・クラス別訓練
その後も、会社によっては国際線担当やビジネスクラス、ファーストクラスなどの上級クラス担当に伴うサービス訓練、先任客室乗務員への昇格時の訓練などを、訓練指導員により各社のマニュアルに沿って受ける。
通常新人はエコノミークラスを担当し、順次上級クラスの担当を行うことになる（アジア系の一部の航空会社では、入社時に全てのクラスの訓練を受け、新人のころからエコノミークラス、ビジネスクラスに関係なく乗務する会社もある）。また、日本の大手航空会社の場合、新人は国内線を2年程度担当してから国際線移行訓練を受け、国際線も担当することになることが多い。
なお日本の大手航空会社の場合、社内における勤務評価が高いものから先に国際線や上級クラスへの移行訓練を受け、担当することになる。逆に勤務評価が低い場合は国際線への移行訓練がなされない場合や、上級クラスの担当をさせない場合もある。

### 機種別訓練
また、機種によって機内の各種設備に違いがあるために、機種ごとの訓練を受けない限り別の機種に乗務することは出来ない。なお、各社ごとの社内規格であり、同じ機種でもまた会社によって機内サービスおよび緊急時対応設備の仕様に違いがあるため、会社を変わると一から訓練を受ける必要がある。この訓練は機種ごとに、半年から1年に1度行われており、全ての試験に合格できなければ乗務ができなくなる。

### 日本の政府専用機の客室乗務員

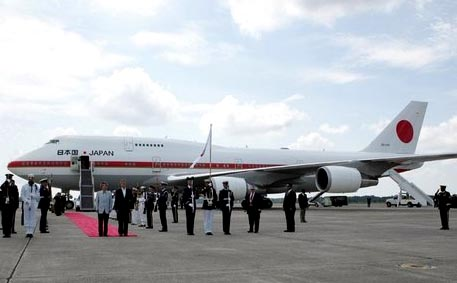
日本国政府専用機

日本国政府が所有・運航を行い、政府要人の輸送および、在外の自国民保護などのために使用される「日本国政府専用機」においては、航空自衛隊の「特別航空輸送隊第701飛行隊」、通称「特輸隊」が運航させている。
政府専用機は、操縦士や整備士はもとより、天皇や皇族、首相などの要人を接遇する客室乗務員は全て、入隊した後に「空中輸送員（特別）」として選抜された航空自衛官で占められている。
「空中輸送員」は、政府専用機と同型機材（ボーイング747-400型機）を運航し、かつ国際線運航の経験が豊富な日本航空の東京国際空港内の客室乗務員訓練センターで、同社の訓練指導員より機内サービスや接遇や緊急時対応などの訓練を受け、日本航空の客室乗務員と同じスキルを習得していた。政府専用機の客室乗務員には女性自衛官のみならず男性自衛官も多く乗務している。JALの経営破綻を受け、2010年12月に防衛省は、業務を日本貨物航空（NCA）に移管する契約を締結した。政府専用機がボーイング777に更新されたことに伴い、担当が全日本空輸に変更されている。

## 採用条件や待遇など
航空従事者ではないため、パイロットとは異なり法的な保護が甘くに待遇が悪いという指摘がある。
到着後に乗降ドアを開けてから出発のためドアを閉めるまでの「地上ステイタイム」の間にも様々な仕事が行うが、緊張度が低いため休憩時間と見なす航空会社もある。
欧米では比較的給与水準が低く、高学歴（大卒の資格など）が求められない場合が多いが、中国では通常、大卒資格が求められ、政府が行う難しい英語の試験に合格していることが望ましいとされている。

## 客室乗務員にまつわる事件・不祥事
- ブリティッシュ・エアウェイズの客室乗務員が香港などで偽物の時計や香水を購入し、それを本物とすり替えてからロンドン発東京便や香港便などの機内で免税品として販売し、差額を着服していた事件が1999年9月に明らかになった。なお、ブリティッシュ・エアウェイズは、被害を受けた乗客に対して代金を弁償すると同時に「事件を公表しない」と同意書にサインを求めたが拒否された[41]。
- 2010年1月には、エールフランスの客室乗務員が、成田空港発シャルル・ド・ゴール国際空港行きの飛行機の機内で、日本人を含むビジネスクラスの客から現金、時計、宝石、クレジットカードなどを盗んだとして逮捕された[42]。
- 2000年に、日本航空の客室乗務員の仲谷かおり（芸名）が写真週刊誌「フライデー」で、同社で勤務している旨を明かした上でヌードモデルとなったため、新千歳空港からの乗務終了後、羽田空港内で会社関係者に事情聴取された後に解雇された[43]。なお、仲谷のヌード事件以降、日本航空をはじめとする航空会社は、客室乗務員採用の際に当該者の前歴（グラビア活動やモデル活動、ミスコン活動や水商売、風俗、芸能などへの従事経験の有無など）を厳しく確認するようになったといわれている[要出典]。
- 2005年5月に、全日空の運航乗務員と客室乗務員の計8人が、翌日早朝から乗務予定であったにもかかわらず、ステイ先の秋田市内の居酒屋で社内規定に違反して飲酒[注釈 11] していたために、急遽代替運航乗務員を東京から呼び寄せることとなった。なおこの事件後、運航乗務員と客室乗務員とその上長ら13人が処分を受けた[44]。
- 多くの航空会社では、在籍中において勤務先企業名や制服姿、本名や勤務内容などを露出した書籍やブログなどの公開は一切禁止されているにもかかわらず、ブログに詳細な勤務内容を書いたために解雇された例がある（エレン・シモネッティ（英語版））[45]。

## 人物

### 現客室乗務員
2011年現在、前述した諸々の理由で「現役」の乗務員から著名人は現れにくくなっているが、退職後に「元客室乗務員」として自伝や体験記などを執筆する者や、航空会社の実業団選手が客室乗務員として勤務している例がある。
- 矢代直美（日本航空の客室乗務員で、現在は廃部となった日本航空バスケットボール部「JALラビッツ」所属の元選手。アテネ五輪代表。2009年と2010年はアシスタントコーチ兼任）
- 杉山恭子（全日空の客室乗務員で元モデル、タレント。2008年のミス・インターナショナル日本代表[46]）

### 元客室乗務員
客室乗務員から他業種に転職し、著名になったものは少なくない
- 及位ヤヱ - 日本で5番目の女性パイロット。教官パイロットから大日本航空の客室乗務員となったが、戦後に操縦士の資格を再度取得した。
- 安部譲二（元日本航空の客室乗務員。のちに作家）
- 秀島一生（元日本航空の客室乗務員。現在は航空評論家,拓殖大学客員教授、生島企画室業務提携）
- 重田みゆき（元日本航空・JALウェイズの客室乗務員。現在は印象評論家。インプレッショントレーナー。亜細亜大学教授、美有姫、TikToker）
- 乙部綾子（元日本エアシステムとエジプト航空の契約制客室乗務員。現在は芸能事務所パールダッシュ広報）
- 荒嶋恵里子（元全日空の客室乗務員。現在は気象予報士）
- 真壁京子（元日本航空の客室乗務員。現在は気象予報士）
- 仲谷かおり（元日本航空の客室乗務員。タレント、ヌードモデルを経て2007年に芸能界を引退）
- 田中摩弥（元全日空の客室乗務員。現在は気象予報士）
- 高畠真紀（元おニャン子クラブのメンバー。卒業後は客室乗務員であった）
- 渡辺蘭 （元日本航空の客室乗務員。現在はフリーアナウンサー、気象予報士）
- 花田美恵子（元日本航空の客室乗務員。3代目若乃花との結婚を機に退職。現在はタレント、モデル）
- 松尾知枝（元日本航空の契約制客室乗務員。タレント、モデル、コラムニスト）
- CRAZY COCO（元エミレーツ航空の客室乗務員。現在吉本興業所属の芸人）
- 鳥取三津子（元東亜国内航空の客室乗務員。現在は日本航空第14代代表取締役社長）
- 吉田晴美（元シンガポール航空の客室乗務員。現在は衆議院議員）

### 関係者
- 深田祐介（作家。「スチュワーデス物語」の著者。元日本航空社員で妻は元同社の客室乗務員）
- 益岡康夫（青山学院大学講師。元日本航空客室乗務員訓練部の英語教官。「スチュワーデス物語」に実名で出演し人気を博した）

## 客室乗務員を扱った作品

### テレビドラマ
テレビ局名の後ろの航空会社名は、制作協力社名。無い物は、架空の航空会社の設定。
- アテンションプリーズ （1970年オリジナル版TBS系/日本航空）(2006年リメイク版フジ系/日本航空)
- 白い滑走路（1974年TBS系/日本航空）
- 虹のエアポート（1975年TBS系/全日空）
- スチュワーデス物語 （1983年TBS系/日本航空）
- 松本清張スペシャル・黒い福音（1984年TBS系/英国海外航空）
- トップスチュワーデス物語 （1990年TBS系/日本航空）
- スチュワーデスの恋人 （1994年TBS系/日本航空）
- スチュワーデス刑事 （1997 - 2006年フジテレビ系/日本航空）
- やまとなでしこ（2000年フジテレビ系）
- ビッグウイング （2001年TBS系/日本航空、全日空、日本エアシステム）
- こころ（2003年NHK）
- GOOD LUCK!! （2003年TBS系/全日本空輸）
- 神はサイコロを振らない （2006年日本テレビ系/オリエンタルエアブリッジ）
- CAとお呼びっ!（2006年日本テレビ系）
- チープ・フライト（2013年日本テレビ系/Peach Aviation）
- 松本清張スペシャル・黒い福音（リメイク版）（2014年テレビ朝日系）[47]
- キャビンアテンダント刑事（2014年フジテレビ系/日本航空）
- エアガール (テレビドラマ)（2021年 テレビ朝日系/日本航空）

### 映画
- 想い出の瞳（1948年、フランス）ミシェル・モルガン、ジャン・マレー主演。
- 夜霧の滑走路（1958年、大映）石井竜一、金田一敦子主演。
- 殺されたスチュワーデス 白か黒か（1959年）BOACスチュワーデス殺人事件が原案。久保菜穂子主演。
- 美貌に罪あり（1959年、大映）山本富士子、若尾文子主演。
- 大空に乾杯（1966年、日活）吉永小百合、浜田光夫主演。
- 複雑な彼（1966年、大映）田宮二郎、高毬子主演。
- ハッピー・フライト（2003年のアメリカ映画）グウィネス・パルトロー主演。
- フライング☆ラビッツ（2008年、東映）石原さとみ主演。女子バスケチーム「JALラビッツ」がモデルになっている。
- ハッピーフライト（2008年、東宝）田辺誠一、綾瀬はるか主演。

### 漫画
- 虹のエアライン（1977年、別冊少女コミック） 水口令子作[48]
- 飛びだせスチュワーデス!（1990年 - 1991年、週刊少年マガジン）大黒隆作
- ショッキングPink-Sky（1997年 - 2001年、別冊少女コミック）秋里和国作[49]
- CAとお呼びっ!（2005年 - 2007年、ビッグコミックスピリッツ）花津ハナヨ作
- CREWでございます!（2015年 - 、プリンセスGOLD、月刊プリンセス、チャンピオンクロス、マンガクロス） 御前モカ作

### 児童文学
- ふちがみさんありがとう（1968年、教育出版新訂標準国語3年下）作者未詳[50][51]